# Морель, Эрик
Эрик Артуро Морель (исп. Eric Arturo Morel, 1 октября 1975, Сан-Хуан, Пуэрто-Рико) — пуэрто-риканский боксёр-профессионал, выступавший в наилегчайшей (Flyweight) весовой категории. Чемпион мира по версии ВБА (WBA).
В сентябре 2012 года проиграл мексиканцу Лео Санта Крусу.

## Результаты боёв
| Бой | Дата | Соперник | Судьи | Место боя | Раундов | Результат | Дополнительно |
| --- | ---- | -------- | ----- | --------- | ------- | --------- | ------------- |
|     |      |          |       |           |         |           |               |
| Бой | Дата | Соперник | Судьи | Место боя | Раундов | Результат | Дополнительно |